# Rafael del Águila Goicoechea
Rafael del Águila Goicoechea (1923-2008) fue un abogado, político y ganadero español, procurador en Cortes entre 1964 y 1977, durante la dictadura franquista.

## Biografía
Nacido en Madrid el 3 de octubre de 1923, fue militante de la OJE y luego de FET y de las JONS.
Diputado provincial de Toledo desde 1961. Procurador en las Cortes franquistas entre 1964 y 1977 por el tercio de representación sindical, fue uno de los 59 procuradores que votó en contra de la ley de reforma política de Adolfo Suárez en noviembre de 1976, que supuso el llamado «hara-kiri» de las Cortes franquistas. Falleció el 6 de mayo de 2008 en Madrid.
Casado con Luisa Tejerina Domínguez, tuvo como hijos a Rafael, José-Ramón y María Luisa.

## Distinciones
- Gran Cruz de la Orden del Mérito Civil (1971)[7]
- Gran Cruz de la Orden del Mérito Agrícola (1972)[8]
- Gran Cruz de la Orden Imperial del Yugo y las Flechas (1972)[9]